# La Mie câline
La Mie Câline est une entreprise de l'industrie agroalimentaire française distribuant ses fabrications via un réseau de sandwicherie et de restauration rapide. Elle a été fondée par André Barreteau en 1985.
L'entreprise possède plus de 240 points de vente en France. Elle annonce avoir servi 42 millions de clients en 2015.

## Histoire
Vers 1850, la famille Barreteau possède une meunerie au moulin de la Bourrine, à Saint-Urbain (Vendée).
En 1920, Louis et Angelina Barreteau s'installent à Sallertaine (Vendée) pour ouvrir une boulangerie ; ils forment la première génération de boulanger.
En 1947, Daniel et Jeanne-Marie Barreteau prendront la suite des parents de Daniel. Ils quitteront Sallertaine en 1957, pour s'installer à Saint-Jean-de-Monts (Vendée).
En 1975, André, son épouse Michelle, et Catherine Barreteau (fils et fille de Daniel et de Jeanne-Marie Barreteau), reprennent la boulangerie familiale. Durant cette première décennie de leurs vies professionnelles, ils industrialisent leur outil de transformation et font évoluer leurs métiers : André apprend à travailler en équipe, développe des capacités de directeur et développe la technique de surgélation des produits. Catherine deviendra responsable de la partie commerciale ; Michelle apporte des compétences de comptable et aura en charge la partie financière.
En 1985, un premier terminal de cuisson, nommé à l'époque La Croissanterine, est créé par André Barreteau à Challans en Vendée.
En 1986, la société Monts Fournil est créée : le boulanger artisan devient fabricant de produits de panification industriels ; le commerçant transfère à ses partenaires la gestion des magasins et devient franchiseur.
En 1994, le réseau compte 22 magasins, « La Croissanterine » changeant d’enseigne pour devenir « La Mie Câline ».
En 1996, l'unité industrielle de transformation déménage pour s'agrandir avec désormais 4 000 m2 de superficie. La franchise compte alors 35 magasins.
En 1999, création de la LMM (Logistique Monts Fournil-Mousset), la filiale logistique, en partenariat avec le transporteur Mousset.
En 2001, l'unité de transformation passe à 10 000 m2 et le 100e magasin est ouvert.
En 2004, le logotype et les magasins font peau neuve.
En 2008, l'entreprise se diversifie et crée l'enseigne « La Mie Câline à table », qui s'implante en périphérie des villes.
L'entreprise adhère en mars 2009, au « Club Génération Responsable », pour travailler, en collaboration avec des réseaux, sur des problèmes de développement durable. Cette même année, l'enseigne a arrêté la distribution de sacs plastiques jetables au profit de sacs papiers et sacs plastiques réutilisables.
En novembre 2009, Monts-Fournil investit dans une « plate-forme verte » de 3 000 m2 implantée aux côtés du site de transformation : panneaux photovoltaïques, toiture végétalisée…
Fin 2011, l'enseigne teste son nouveau concept de magasin « Atelier pains et restauration » à Nantes et La Roche-sur-Yon. Métamorphosée, l'entreprise arbore une enseigne colorée se voulant porteuse d’énergie et d’affectivité : la fabrication, le pain et la restauration.
Le 4 juin 2012, le nouveau concept « La Mie Câline Atelier pains et restauration » a remporté à l’unanimité du jury le « Janus du Commerce » décerné par l’Institut français du design.

## Usine de transformation, magasins et produits
Les produits sont fabriqués en crus ou précuits surgelés dans son unique site de production à Saint-Jean-de-Monts en Vendée. Ils sont acheminés vers les points de vente La Mie Câline qui fonctionnent selon le système du terminal de cuisson. Généralement, les magasins sont implantés dans les centres-villes et 5 à 15 personnes y travaillent.
Ces commerces proposent des « produits à emporter » tels que :
- pains,
- viennoiseries,
- pâtisseries,
- sandwichs,
- salades,
- produits cuisinés,
- Café et boissons chaudes

## Réseau
|                                | Évolution du réseau de La Mie câline |      |      |      |      |      |      |      |      |      |      |      |
| Années                         | 1985                                 | 1994 | 1996 | 2001 | 2004 | 2005 | 2006 | 2007 | 2008 | 2009 | 2010 | 2011 |
| Nombres de boutiques en France | 2                                    | 22   | 35   | 100  | 136  | 138  | 152  | 161  | 174  | 191  | 201  | 200  |
| dont franchises                | 1                                    | -    | -    | -    | 120  | 124  | 136  | 148  | 160  | 169  | 186  | 177  |

## Slogans
- 1994 - 2004 : « La Mie câline, c'est délicieusement sympa »
- 2004 - 2012 : « La Mie câline, du bon grain au bon pain »
- 2012 - 2023 : « Atelier pains et restauration »
- Depuis 2023 : « Le bonheur est là »[8]

## Logos

Logo de 2012 à 2023.
Logo depuis 2023.

## Sponsoring
L'entreprise sponsorise le bateau d'Arnaud Boissiere lors des éditions du Vendée Globe disputées en 2016 et 2021.